# Excel Saga
Excel Saga (エクセル・サーガ, Ekuseru Sāga) é uma série de mangá de 14 volumes escrita por Koushi Rikudou em 1997 e posteriormente adaptada para uma série de anime em 1999, com 26 episódios dirigidos por Shinichi Watanabe, com trilhas sonoras de Toshiro Masuda. Tanto o anime como o mangá são comédias absurdas sobre as tentativas da organização secreta ACROSS, da qual a personagem titular Excel é um importante membro, de conquistar a cidade de Fukuoka, em um primeiro passo para a dominação mundial.

## História
A história passa-se em torno da organização secreta ACROSS, liderada pelo Lorde Ilpalazzo. Através de suas duas únicas funcionárias, Excel e Hyatt, Ilpalazzo tenta acabar de vez com todo tipo existente de corrupção, a seu ver. Isso envolve desde músicas esdrúxulas até a mangás, objetivo que inclui até mesmo o assassinato do próprio autor de Excel Saga. O objetivo principal da ACROSS é dominar a cidade, em um primeiro passo para a dominação mundial.

## Personagens

### Excel
Protagonista da história. Ela é energética, alegre, cheia de vida e apaixonada pelo seu líder Lorde Ilpallazzo, que não liga para seus sentimentos. Ela também é a oficiante número um da ACROSS. Seu codinome é Dosukoi Hanako, nome que tomou para si no episódio em que perde a memória.

### Hyatt
Hyatt é a única parceira de Excel para o domínio da cidade. Constantemente, ela tem ataques de tosse que a fazem vomitar sangue e, consequentemente, morrer, para depois reviver novamente sem nenhuma explicação. Ela é super diferente da sua senpai (veterana) Excel, mal consegue parar em pé, e tem a voz fraca devido à sua saúde demasiado frágil. É a preferida de Ilpalazzo. Seu codinome é Ayasuki.

### Menchi
Aparentemente uma cadela, mas muitas vezes confundida com uma gata, é uma personagem importante recebendo muitas vezes parte da história fixada em si. Ela é a fonte de alimento de emergência da ACROSS, e por isso vive querendo fugir de Excel.

### Ilpallazzo
É o chefe de Excel e Hyatt, lidera o núcleo regional da ACROSS. Nos últimos episódios do anime, tenta matar Excel e demonstra seu real poder, um caso de dupla personalidade, sendo controlado por uma espécie de sombra. Essa sombra se revela um vilão da série. Sempre que Excel faz algo errado ele puxa uma pequena corda que abre um alçapão embaixo da garota. Enquanto espera os relatórios das missões de Excel e Hyatt, gosta de tocar música e jogar jogos de encontros simulados.

### Pedro Domingo
É um imigrante que trabalhava numa obra e era amigo de Excel. Durante um incêndio causado acidentalmente pela protagonista, acaba morrendo. Quando volta, como espírito, quase ninguém pode vê-lo e ele encontra sua mulher com outro homem chamado Gomez que seu filho chama de pai. É criada uma trama paralela onde Pedro tenta se vingar de Gomez e reconquistar sua família.

### Grande Desejo do Macrocosmo (Na dublagem brasileira, A Grande Vontade do Universo)
É uma bola de energia com a imagem do universo e dois braços além de voz feminina. Ela sempre ajuda as pessoas para não acabarem mal, acaba ficando com Pedro, mas ela é casada e ele se dá mal novamente. Ao final do anime, é revelado que a Grande Desejo do Macrocosmo pode ser unida à ex-mulher de Pedro e se tornar um único ser, com poderes combinados. Pedro é o primeiro ao se dar conta quando, em uma brincadeira técnica, percebe que as duas personagens são dubladas pela mesma mulher.

### Aquele Homem
É outro vilão da série, o marido da Grande Vontade do Universo e o homem que ficou com a mulher de Pedro disfarçado de Gomez. Acaba derrotado por Pedro, Nabeshin, Sandora, Mordomo Espacial, Tetsuko e Antônio que usam o poder do afro com uma técnica especial:o Nabehameha, uma paródia do Kamehameha usado em Dragon Ball.

### Watanabe Tooru
Ele é o vizinho de Excel e Hyatt, é apaixonado por Hyatt e se tornou funcionário público para impressioná-la. Sério e profissional, é o cabeça dos três amigos que dividem o apartamento. É interessante que nem ele nem os amigos aparentam saber da existência de Excel em nenhum episódio até o último quando Hyatt e Excel trocam de corpo e ele leva Hyatt (no corpo da Excel) para um motel, mas é interrompida por Excel (no corpo de Hyatt).

### Iwata Norikuni
Outro dos vizinhos da Excel e da Hyatt. Ele é apaixonado pela Matsuya, mas acaba sempre a levar bofetadas dela, tem cabelo castanho espetado e é o mais novo e brincalhão dos três vizinhos. Ele tem uma queda por Misaki Matsuya e pela Ropponmatsu 1 de forma oficial, mas é um mulherengo que sempre está disposto a arriscar uma cantada aqui ou ali.

### Sumiyoshi Daimaru
É como um amigo de Iwata e Watanabe, porém, como é o mais maduro, briga com eles inúmeras vezes. Sumiyoshi é baixo, gordinho e está sempre com sua boca fechada, pois fala através de estranhas legendas verticais, que os telespectadores (e os personagens) têm de ler.

### Matsuya Misaky
Ela trabalha para a prefeitura, e Iwata é apaixonado por ela. É fria e está sempre calma. Nunca hesita em nada, não importa o que pode acontecer. Uma das personagens mais excessivamente profissionais da história dos animes.

### Puchu
São pequenos bichos que deixam todos "encantados", eles são sempre bichinhos fofinhos, mas quando derrubados, atacados ou mesmo mortos, eles ficam com um rosto bem semelhante ao de um homem irritado. Em um dos episódios eles se mostram terríveis monstros e enfrentam a prefeitura e a ACROSS. Nabeshin os mata apertando um botão que inunda o local onde estavam.

### Nabeshin
É o diretor do anime, Watanabe Sinichi, em forma animada. Ele se torna amigo de Pedro e o ajuda a se preparar para a batalha final contra Aquele Homem, além de aparecer muitas vezes no mesmo lugar que Excel e Hyatt. No último episódio, ele aparece tentando se casar e ter um momento de protagonista, mas o autor Koshi Rikdo aparece e eles se enfrentam.

### Kabapu
É o verdadeiro líder da prefeitura, ele é quem escolhe todos os que trabalham na prefeitura e comanda principalmente a Secretaria de Segurança. Ao fim, é revelado que ele conhece Ilpallazzo como um velho amigo ou algo semelhante, ele faz de tudo para impedir a ACROSS na conquista da cidade. Não há como defini-lo como vilão, herói ou anti-herói.

### Koshi Rikdo
Autor do mangá e do anime Excel Saga em forma animada. Ele sempre aparece no início de cada episódio algo dando autorização para o anime parodiar algo ou seguir algum rumo específico, e aparece em alguns episódios.

### Ropponmatsu
É um robô feito para ajudar a cidade na verdade. Foram feitas duas principais: uma mais velha e uma pequena sendo que Iwata Norikumi ama a Ropponmatsu 1. Além dessas, há um grupo com cópias incontáveis, com a função de lutar e proteger a cidade.

### Gojo Shioji
É o criador das Ropponmatsu. Há fortes indicações de que ele seja um pedófilo do tipo sedutor, além de ter uma conhecida obsessão pelos horários perfeitos.

### Sara Cossete
Uma garota de sete anos que deveria ser uma participação de um único episódio, como assassina profissional que acaba regenerada, mas acaba retornando às suas funções originais no último episódio. É a responsável por fazer Excel e Hyatt trocarem de corpo.

### Kei
Mensagerio da ACROSS, é um músico adepto visual Kei que vai até a cidade F dar um recado ao Ilpallazzo, mas precisa reencontrar sua relação com a música verdadeira para conseguir.

### Os Seis da ACROSS
Um grupo formado por seis homens, sendo um deles Aquele Homem. Na morte do Aquele Homem eles resolvem tomar satisfações com Nabeshin, que acaba com eles.

### Mordomo espacial 13
Um homem que tem alguma ligação com Nabeshin e Hyatt, e servia os Puchuus, embora tenha traído-os para salvar Hyatt. A sua alma volta para ajudar Nabeshin, Pedro e Sandora a derrotar Aquele Homem.

## Música
Tema de Abertura
1. "Ai (Chūseishin)" - Excel♥Girls (EP 01-24; 26)

Tema de Encerramento
1. "Aishū no Bolero" - Menchi (EP 01-24)
2. "Ai (Chūseishin)" - Excel♥Girls (EP 25)
3. "Aishū no Bolero" - Excel♥Girls (EP 26)

Trilha Sonora
1."Excel Saga Oinal Soundtrack Experiment 1"(Trilha sonora Original Vo1.1) 
| N.º | Título                                                                                      | Duração |  |
| 1.  | "Indeed, I Need No Funds to Make It Cheerful..."                                            | 1:57    |  |
| 2.  | "I Replaced a Melody."                                                                      | 2:11    |  |
| 3.  | "I Was Wondering if They'd Start Dancing..."                                                | 1:39    |  |
| 4.  | "Likewise, I Needed to Make It."                                                            | 1:46    |  |
| 5.  | "The Image Color is Certainly "Red!""                                                       | 2:13    |  |
| 6.  | "I Was Somewhat Troubled. I Was Quite Troubled. I Was Completely Troubled."                 | 1:31    |  |
| 7.  | "I Was Told it Should be A Comical Menchi. Is That The Reason Why I Am Treated Indolently?" | 0:57    |  |
| 8.  | "How Convenient! Is The Mochi Baked?!"                                                      | 1:25    |  |
| 9.  | "You Did Not Tell Me It Would Be That Tragic!"                                              | 2:04    |  |
| 10. | "You Said It Would Be More Cozy!"                                                           | 2:08    |  |
| 11. | "All Right. I'll Make It..."                                                                | 1:24    |  |
| 12. | "Small Organism Suite"                                                                      | 3:29    |  |
| 13. | "After All, I Think It is A Strange Name."                                                  | 2:19    |  |
| 14. | "It Became a Cool Song. Yeah."                                                              | 1:43    |  |
| 15. | "It's for Small Animals, So..."                                                             | 1:42    |  |
| 16. | "The Commemorative First Song For This Occasion."                                           | 1:59    |  |
| 17. | "I Wonder If It Was Too Ordinary...?"                                                       | 2:26    |  |
| 18. | "A Line In an Interlude. "I Am Happy..." Just Kidding."                                     | 2:33    |  |
| 19. | "Oh, Just as I Thought, The Beginning is Funny."                                            | 2:04    |  |
| 20. | "Since They Requested A Military Type..."                                                   | 1:40    |  |
| 21. | "Since They Said That They're Gonna Act Like Rambo In The Jungle..."                        | 1:49    |  |
| 22. | "You Mean The Death of Tetsuko..."                                                          | 1:59    |  |
| 23. | "Although I Didn't Get Any Request For This, I Happened to Make It, So Please Use It."      | 1:05    |  |
| 24. | "30-Year-Old Memories Part 1"                                                               | 2:58    |  |
| 25. | "30-Year-Old Memories Part 2"                                                               | 2:39    |  |
| 26. | "30-Year-Old Memories Part 3"                                                               | 1:50    |  |
| 27. | "Mission Impossible... Huh? In This Case, It is Really Impossible..."                       | 3:22    |  |
| 28. | "I Really Can't Play!"                                                                      | 0:18    |  |
| 29. | "Love (Loyalty)"                                                                            | 3:46    |  |
| 30. | "Menchi - A Bolero of Sorrow ~ You Will Eat Me (Karaoke Track)"                             | 4:05    |  |

2."Excel Saga Oinal Soundtrack Experiment 2"(Trilha sonora Original Vo1.2) 
| N.º | Título                                                        | Duração |  |
| 1.  | "Jyapya-n (In a Small Voice)"                                 | 0:42    |  |
| 2.  | "Ball to Stick"                                               | 1:10    |  |
| 3.  | "Will I Ever Use This?"                                       | 1:42    |  |
| 4.  | ""Good Evening, Here Is... The.. O'clock... ews""             | 0:26    |  |
| 5.  | "It's An Actual Soundtrack"                                   | 1:38    |  |
| 6.  | "It's Indeed A Soundtrack"                                    | 1:36    |  |
| 7.  | "Excuse Me Mr. Pervert-who-likes-young-cute-girls~"           | 1:11    |  |
| 8.  | ""What? What Was The Cool Phrase?" (A Nabeshin Conversation)" | 1:09    |  |
| 9.  | "Sweat, Running Down~"                                        | 1:30    |  |
| 10. | "Is This A Song?"                                             | 1:25    |  |
| 11. | "Cold Sweat, Running Down~"                                   | 2:14    |  |
| 12. | "Hey! Ropponmatsu!"                                           | 1:27    |  |
| 13. | "What? Ropponmatsu?"                                          | 1:23    |  |
| 14. | "Go Go Menchi! Go Forward!"                                   | 1:47    |  |
| 15. | "Good Song"                                                   | 2:02    |  |
| 16. | "Memories Of The Taisho Era"                                  | 1:38    |  |
| 17. | "Eye-Catch"                                                   | 0:07    |  |
| 18. | "Whether Something"                                           | 0:32    |  |
| 19. | "Zutar Wars"                                                  | 0:40    |  |
| 20. | "Love Hena - Touch"                                           | 0:07    |  |
| 21. | "Love Hena - Opening"                                         | 0:20    |  |
| 22. | "Love Hena - Theme Song"                                      | 1:31    |  |
| 23. | "Love Hena - Bad Ending"                                      | 0:12    |  |
| 24. | "Try Barking Lightly"                                         | 1:40    |  |
| 25. | "Try Barking Sad"                                             | 1:56    |  |
| 26. | "Teizoku"                                                     | 1:32    |  |
| 27. | "Go Hide! Passion Of Youth."                                  | 0:35    |  |
| 28. | "New Year's "Let's Begin""                                    | 1:07    |  |
| 29. | "Subtitle"                                                    | 0:14    |  |
| 30. | "Menchi - A Bolero of Sorrow ~ You Will Eat Me"               | 4:16    |  |

## Dublagem brasileira
- Excel - Letícia Quinto
- Hyatt - Luciana Baroli
- Nabeshin - César Marchetti
- IL Pallazzo - Afonso Amajones
- Watanabe - Alfredo Rollo

A dublagem foi feita na Álamo

## Episódios do Anime
| # | Português                                                     | Outras línguas                                            | Original em japonês                                                                 | Data       |
| --- | ------------------------------------------------------------- | --------------------------------------------------------- | ----------------------------------------------------------------------------------- | ---------- |
| 01 | O Plano de Assassinato de Koshi Rikudo                        | The Koshi Rikdo Assassination Plot                        | Rikudō Kōshi Satsugai Keigaku (六道神士殺害計画)                                    | 07/10/1999 |
| Resumo: Na dublagem original, na cena em que Pedro e Excel caem de um prédio em construção, é possível ouvir duas referências diretas: "Billie Jean" é uma música de Michael Jackson, enquanto John Travolta é o ator que atuou em vários filmes, entre eles, "Grease: Nos Tempos da Brilhantina". A música que Il-Pallazzo toca na guitarra é "Romance de Amor". O logo da "Rikudo FQX" é uma referência direta a famosa vinheta de início dos filmes da 20th Century Fox. |                                                               |                                                           |                                                                                     |            |
| 02 | A Mulher Vinda de Marte                                       | The Woman from Mars                                       | Kasei kara Kita Onna (KanjiTitle= 火星から来た女)                                   | 14/10/1999 |
| Resumo: O início do episódio é uma referência aos letreiros de abertura dos filmes da série Star Wars. Primeira aparição da Hyatt e dos Puchuu. |                                                               |                                                           |                                                                                     |            |
| 03 | O Sacrifício da Grande Fuga Venenosa do Inferno               | The Sacrificial Lamb of the Venomous Great Escape of Hell | Jigoku no Dokudoku Daidassō no Ikenie (地獄の毒々大脱走のいけにえ)                  | 21/10/1999 |
| Resumo: O episódio é uma paródia aos Filmes de Ação feitos com baixo orçamento. |                                                               |                                                           |                                                                                     |            |
| 04 | Um Amor Frágil                                                | Love Puny                                                 | Rabu Hena (ラブへな)                                                                | 28/10/1999 |
| Resumo: O episódio é uma paródia a Love Hina e todos os games de simuladores de namoro. |                                                               |                                                           |                                                                                     |            |
| 05 | A Interessante Torre Gigante                                  | The Interesting Giant Tower                               | Omoshiroi Tokō (おもしろい巨塔)                                                     | 04/11/1999 |
| Resumo: O episódio é uma paródia de dramas sobre problemas sociais. Primeira aparição de Misaki Matsuya. |                                                               |                                                           |                                                                                     |            |
| 06 | Frio É o Inverno!! Uma História Trágica                       | The Cold is Winter! Snowed under Episode                  | Samu ga Fuyuize! ~Sōnahen~ (寒が冬いぜ!!～遭難編～)                                 | 1/11/1999  |
| Resumo: |                                                               |                                                           |                                                                                     |            |
| 07 | Melodia Subterrânea                                           | Melody of the Underground Passage                         | Chikadō no Merodi (地下道のメロディ)                                                | 18/11/1999 |
| Resumo: O episódio possui uma referência a Ashita no Joe, onde aparece a frase "Terminou, meu verão e meu sonho". |                                                               |                                                           |                                                                                     |            |
| 08 | Semana de Aumento do Ibope                                    | Increase Ratings Week                                     | Shichōritsu Kyōka Shūkan (視聴率強化週間)                                           | 25/11/1999 |
| Resumo: O episódio é uma paródia às séries do gênero Shōjo. Pedro é o único personagem masculino que aparece ao longo do episódio. Primeira aparição de Sara Cosette. |                                                               |                                                           |                                                                                     |            |
| 09 | Bowling Girls                                                 | Bowling Girls                                             | Bōringu Musume (ボウリング娘)                                                       | 02/12/1999 |
| Resumo: O episódio é uma paródia aos programas de Late Night japoneses e de programas sobre desporto. |                                                               |                                                           |                                                                                     |            |
| 10 | A Grande Aventura de Menchi                                   | Elegy to the Dogs (Menchi's Great Adventure)              | Menchi no Daibōken (メンチの大冒険)                                                 | 09/12/1999 |
| Resumo: Este episódio é uma referência direta a série Os Animais do Bosque dos Vinténs, que foi exibido no Brasil pela TV Cultura. |                                                               |                                                           |                                                                                     |            |
| 11 | Força! Juventude!                                             | Butt Out, Youth!                                          | Hikkome! Seishun! (ひっこめ! 青春)                                                  | 16/12/1999 |
| Resumo: O episódio é uma paródia aos Dramas Japoneses. |                                                               |                                                           |                                                                                     |            |
| 12 | Cidade Grande Parte II                                        | Big City Part II                                          | Daishigai Part II (大市街Part II)                                                   | 23/12/1999 |
| Resumo: O episódio é uma paródia aos filmes de detetive. Excel canta "Jingle Bells", sendo que na dublagem brasileira ela canta o refrão da música. O título é uma referência a música "Metropolis Pt. 1: The Miracle and The Sleeper" e ao álbum "Metropolis Pt. 2: Scenes from a Memory", ambas da banda Dream Theater. |                                                               |                                                           |                                                                                     |            |
| 13 | O Ano do Ano Novo, Festa de Final de Ano dos Talentos Ocultos | The New Year's-End Party Hidden Talent Contest            | Shinshun Toshiwasure Kakushigeidaikai (新春年忘れかくし芸大会)                      | 06/01/2000 |
| Resumo: O episódio é uma paródia ao Kouhaku Utagassen. Na esquete de abertura, Koshi Rikudo diz "180 vezes, toque lalala" (na dublagem brasileira), se referindo erroneamente ao número de badaladas no sino na passagem de ano do Japão (são 108). Na dublagem japonesa, ao mesmo personagem diz "Vá ano, venha ano", como referência direta ao programa da NHK "Old Year, New Year", exibido anualmente após o Kouhaku Utagassen. "A Linda Peça - Parte 3", do episódio 08, é reutilizada neste episódio, com outro diálogo (na dublagem japonesa, os diálogos são em inglês). "Uma Pessoa Excel Saga" reutiliza algumas cenas do episódio 04. Este é o único episódio em que é executada a versão completa do tema de abertura da série. |                                                               |                                                           |                                                                                     |            |
| 14 | Máscara de Leão                                               | Prop                                                      | Tekoire (テコイレ)                                                                  | 13/01/2000 |
| Resumo: Primeira aparição das Ropponmatsu. |                                                               |                                                           |                                                                                     |            |
| 15 | Mais! Memorial Alavancador                                    | More! Prop Memorial                                       | Motto! Tekoire Memoriaru (もっと! てこいれメモリアル)                               | 20/01/2000 |
| Resumo: |                                                               |                                                           |                                                                                     |            |
| 16 | Vingança do Amor!                                             | Take Back Love!                                           | AI wo Torimodose (AIをとりもどせ!)                                                  | 27/01/2000 |
| Resumo: O título do episódio é uma referência direta ao tema de abertura de Hokuto no Ken, "Ai wo Torimodose" (Cristal King). |                                                               |                                                           |                                                                                     |            |
| 17 | Animação Americana                                            | Animation USA                                             | Animeshon USA (アニメーションUSA)                                                   | 03/02/2000 |
| Resumo: O episódio possui uma referência ao anime Sailor Moon, pois Kotono Mitsuishi voltaria a dublar a personagem Usagi Tsukino 15 anos mais tarde, em Sailor Moon Crystal. Outras referências neste episódio incluem Mulher Maravilha e Mickey Mouse. |                                                               |                                                           |                                                                                     |            |
| 18 | Esquadrão Público Daitenjin                                   | Municipal Force Daitenzin                                 | Shiritsu Sentai Daitenzin (市立戦隊ダイテンジン)                                    | 10/02/2000 |
| Resumo: O episódio é uma paródia às séries de Tokusatsu. |                                                               |                                                           |                                                                                     |            |
| 19 | A Grande Aventura de Menchi 2: A Volta ao Mundo em 80 Horas   | Menchi's Great Adventure 2: Around the World in 80 Hours  | Menchi no Daibōken Ni ~Hachijūjikan Sekaiisshū~ (メンチの大冒険2～80時間世界一周～) | 17/02/2000 |
| Resumo: Continuação do episódio 10, é uma paródia ao livro/filme "A Volta ao Mundo em 80 Dias", de Julio Verne. |                                                               |                                                           |                                                                                     |            |
| 20 | O Melhor de Pedro                                             | The Best of Mr. Pedro                                     | Yorinugi Pedoro-san (よりぬきペドロさん)                                            | 24/02/2000 |
| Resumo: Compilado com os melhores momentos do personagem Pedro. |                                                               |                                                           |                                                                                     |            |
| 21 | Visual K                                                      | Visually Appealing Type                                   | Bijuaru K (美濡歩K)                                                                 | 02/03/2000 |
| Resumo: No início do episódio, Kōshi Rikudo aparece vestido de Elvis Presley. O episódio é uma paródia ao gênero Visual Kei, popularizado por bandas como X Japan. |                                                               |                                                           |                                                                                     |            |
| 22 | Invasão, Mãe                                                  | Invasion, Mother                                          | Shinryaku, Ofukurosama (侵略、おふくろ様)                                           | 09/03/2000 |
| Resumo: O episódio possui referências a Leiji Matsumoto. |                                                               |                                                           |                                                                                     |            |
| 23 | A Lenda do Conquistador do Fim do Século                      | Legend of the End of the Century Conqueror                | Seikimatsu Seifukusha Densetsu (世紀末征服者伝説)                                   | 16/03/2000 |
| Resumo: O episódio é uma paródia do anime Hokuto no Ken, o título em si, faz referência a Raoh, um dos principais vilões da série. |                                                               |                                                           |                                                                                     |            |
| 24 | Por Você Eu Morreria                                          | For You, I Could Die                                      | Kimi no Tame nara Shineru (きみのためなら死ねる)                                    | 23/03/2000 |
| Resumo: Este episódio não possui referências ou piadas, é o mais sério de toda a série. |                                                               |                                                           |                                                                                     |            |
| 25 | Nós Não Nos Responsabilizaremos                               | We Will Not Be Held Responsible                           | Yarinige (やりにげ)                                                                 | 30/03/2000 |
| Resumo: Último episódio exibido na televisão. A última cena é uma reprise da cena final do episódio 01. |                                                               |                                                           |                                                                                     |            |
| 26 | Excedentes                                                    | Going Too Far                                             | Yarisugi (やりすぎ)                                                                 | n/a        |
| Resumo: Este episódio não foi ao ar no Japão por cenas inapropriadas, sendo incluído apenas nas edições em DVD. No Brasil, foi exibido pelo extinto canal Animax. No início do episódio, o elenco faz uma mini-esquete de abertura em tom de musical usando BGMs da série, e com referência direta a Victor Entertainment (no verso "Victor é entretenimento"). Desta vez, o tema de encerramento é interpretado por Yumiko Kobayashi, ao invés de Menchi. |                                                               |                                                           |                                                                                     |            |

## O polêmico episódio "Longe Demais"
No episódio "longe demais", que seria o último do anime, houve muito conteúdo impróprio fazendo com que não fosse ao ar na TV Tokyo, sendo apenas lançado nos DVD`s. O episódio contém violência e nudez absurdamente excessivas, pedofilia explícita e sexo entre animais, indo "muito longe" realmente. O episódio nunca foi exibido na televisão mundial, exceto nos canais Animax da América Latina (Brasil inclusive); está disponível como bônus nos DVD`s americanos e japoneses.

## Paródias
O anime faz muitas parodias a gêneros de anime, cultura japonesa e até mesmo a si próprio.
Alguns assuntos já parodiados:
Ecchi, Shonen, Shoujo, Mangás, Animes, Jogos de Simulação de Namoro, Sailor Moon, Países, Línguas, Cultura Nipônica, Filmes de Ação, Animadores, Koshi Rikdo, Televisão, dentre outros.